# The Wishing Ring Man
The Wishing Ring Man é um filme de drama mudo produzido nos Estados Unidos e lançado em 1919.
É baseado no romance homônimo de Margaret Widdemer.